# Assassin's Creed (film)
Pour les articles homonymes, voir Assassin.
Pour la série de jeux vidéo, voir Assassin's Creed. Pour le premier jeu de la série, voir Assassin's Creed.
Pour plus de détails, voir Fiche technique et Distribution.
Assassin's Creed est un film franco-américain de science-fiction réalisé par Justin Kurzel, sorti en 2016.
Le film suit Callum Lynch qui est un descendant d'une société secrète, les Assassins. Il est censé être déclaré mort après sa condamnation à la peine capitale par injection létale. Toutefois, il est récupéré par une société du nom d'Abstergo Industries afin que sa mémoire génétique soit exploitée pour retrouver la Pomme, un Fragment d’Éden qui, selon le Dr Sophia Rikkin, permettra de briser le cycle de violence de l'humanité. C'est ainsi que Callum Lynch découvre son ancêtre, le Maître Assassin Aguilar de Nehra, durant la période de l'Inquisition espagnole. Il acquiert, par la même occasion, des compétences qui lui serviront à affronter dans le présent l'Ordre des Templiers.
Il s'agit du premier long-métrage produit par la société Ubisoft Motion Pictures qui se charge d'adapter au cinéma les jeux vidéo édités par Ubisoft. Le film s'inscrit dans l'univers de fiction éponyme Assassin's Creed. Il obtient des critiques en majorité mitigées ou déçues dans les médias, mais réalise une performance convenable au box-office, meilleure en Europe qu'aux États-Unis.
Les producteurs du film souhaitaient à l'origine adapter un jeu vidéo déjà sorti précédemment. Cependant, afin d'éviter que le public du film ne soit restreint aux admirateurs des jeux et au vu des critiques négatives qui ressortent des films prenant ce modèle, il en fut décidé autrement. Écrit par Adam Cooper, Bill Collage et Michael Leslie et interprété par Michael Fassbender, Marion Cotillard et Jeremy Irons, le film développe une intrigue originale par rapport à celles des jeux et inclut des scènes situées durant l'Inquisition espagnole au XVe siècle. En août 2016, un producteur du film révèle que l'objectif majeur de ce film n'est pas forcément d'engendrer beaucoup de recettes au box-office mais plutôt de rendre la licence encore plus populaire auprès du public afin de favoriser des ventes pour les jeux vidéo,.

## Synopsis
Assassin's Creed se déroule dans un univers fictif dans lequel le monde a été créé par Ceux qui étaient là avant, des individus disposant d'une puissance technologique très avancée. À leur disparition, ils laissent sur Terre des artefacts (du nom de fragments d'Éden) permettant d'assurer le progrès de l'Humanité. Opposés par leurs idéaux, les Assassins et les Templiers ne considèrent pas de la même façon comment l'Homme doit évoluer, ainsi, les Assassins recherchent la liberté individuelle tandis que les Templiers veulent contrôler les populations et les guider.
L'entreprise Abstergo Industries, officieusement contrôlée par les Templiers, étudie les mémoires génétiques des individus (grâce à la technologie appelée Animus) pour trouver dans le passé les réponses au questionnement sur la localisation des artefacts. Après cet évènement, la société Abstergo Entertainment voit le jour, toujours contrôlée par les Templiers. Cette société propose des produits de divertissement permettant l'exploitation des mémoires génétiques de chacun. Abstergo Entertainment développe ensuite Helix, qu'il rend disponible auprès du grand public.

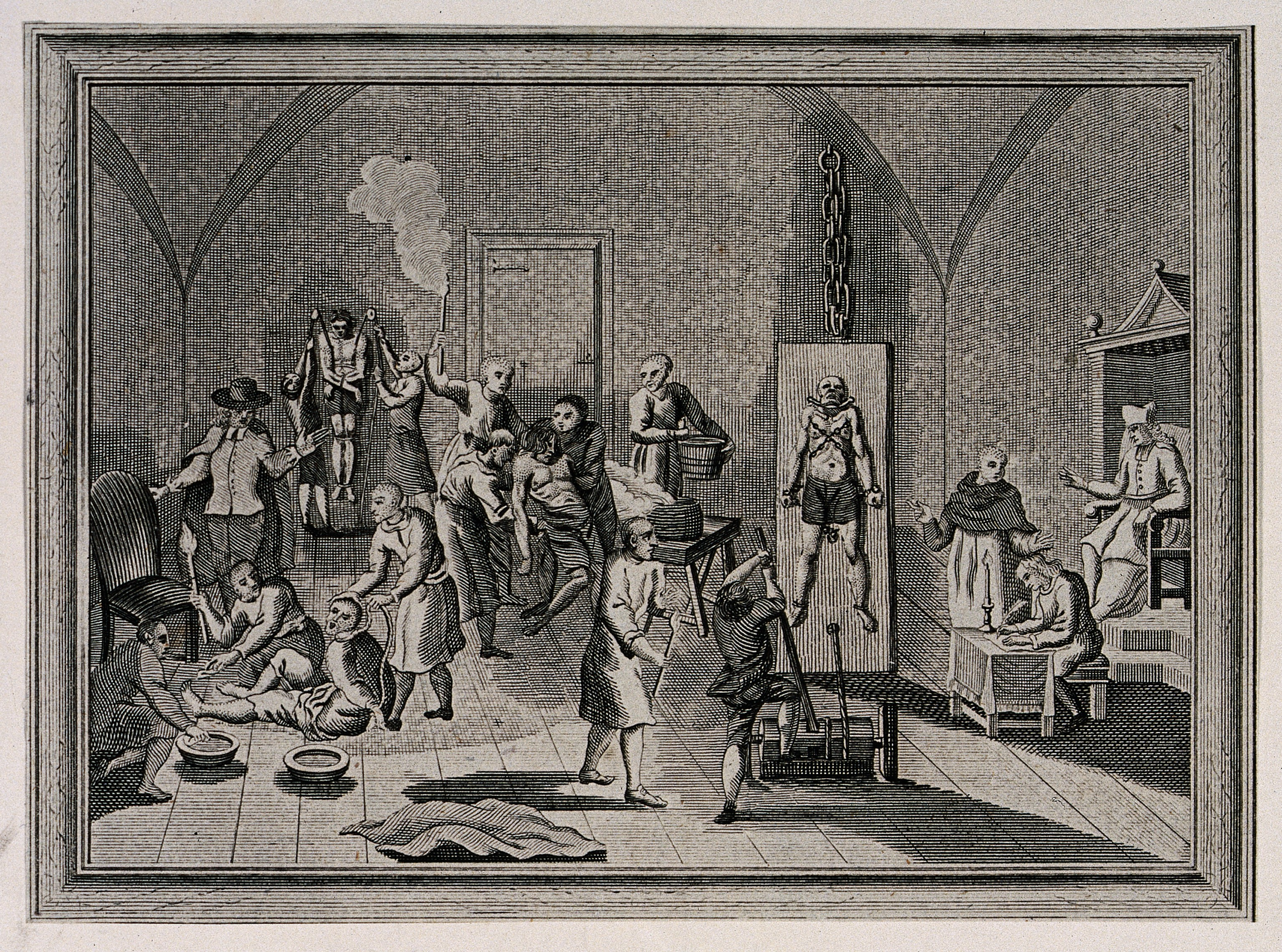
L'Inquisition espagnole punit ceux dont elle considère que le comportement s'écarte de celui des parfaits orthodoxes. Pour ce faire, elle utilise plusieurs moyens de torture.

En 1492, l'Inquisition espagnole sévit en Andalousie, alors que les troupes d'Isabelle la Catholique et de Ferdinand V combattent les musulmans et cherchent à libérer la ville de Grenade. Au quartier général de la Confrérie espagnole des Assassins, Aguilar de Nerha prête serment et jure de lutter contre son ennemi millénaire, l'Ordre des Templiers, notamment en l'empêchant d'obtenir un mystérieux artefact : la Pomme d’Éden.
Cinq siècles plus tard, en Basse-Californie, en 1986, Callum Lynch, alors jeune garçon, découvre avec horreur en rentrant chez lui que son père Joseph vient d'assassiner sa mère Mary. Terrifié, Callum entend alors Joseph lui dire de s'enfuir et de vivre caché, lorsqu'un détachement de 4x4 arrive en trombe et capture son père. Au pare-brise de l'un des véhicules est accrochée une croix pattée, le symbole de l'Ordre des Templiers.
Le 21 octobre 2016, Lynch, désormais adulte, est emprisonné et condamné à mort par injection létale pour homicide volontaire au Texas. Cependant, il se réveille quelque temps après avoir été déclaré officiellement mort, avec à son chevet la scientifique Sophia Rikkin. Il est retenu à Madrid, dans une installation surveillée par des gardes armés appartenant à la Fondation Abstergo. Sophia explique à Lynch que cette organisation, en réalité une façade de l'Ordre des Templiers des temps modernes, a pour but d'améliorer l'humanité en cherchant des moyens d'éliminer la violence.
Lynch, après avoir été sédaté, est équipé de deux lames de poignet ayant appartenu à Aguilar de Nerha et connecté à une machine complexe appelée Animus. Lynch, qui est en réalité un lointain descendant d'Aguilar, est alors soumis à une « régression » : son cerveau se synchronise avec les souvenirs d'Aguilar contenus dans son ADN, de sorte qu'il peut ainsi revivre la vie de son ancêtre espagnol et que Sophia et son équipe, grâce à de multiples capteurs et projecteurs, peuvent entendre et voir ces mêmes souvenirs. Abstergo cherche ainsi à déterminer l'emplacement de la Pomme d’Éden qu'Aguilar a eue en sa possession. La régression conduit l'esprit de Lynch aux environs de Grenade, en 1492. Aguilar est alors en mission avec son mentor, son amie Maria et d'autres Assassins, afin de secourir le fils du sultan Mohammed XII, qui règne à Grenade. Les Assassins craignent en effet que le sultan ne livre, en guise de rançon, la Pomme d’Éden qu'il détient aux Templiers, menés par un certain Ojeda, qui viennent de mettre la main sur son fils. Après une attaque des Assassins et une course-poursuite en chariot, Aguilar, Maria, leur Mentor et le fils du sultan sont capturés par Ojeda.
En parallèle, Alan Rikkin, le père de Sophia, directeur de la Fondation Abstergo et donc haut gradé dans la hiérarchie des Templiers, rend compte de l'avancement de ses travaux devant les Aînés, les maîtres de son ordre. Ces derniers comptent cesser de financer le projet Animus, estimant que les résultats ne sont pas la hauteur des investissements. Rikkin proteste, arguant que ce projet est le meilleur moyen pour les Templiers d'atteindre leur objectif : supprimer le libre-arbitre. Sophia, quant à elle, rend visite à Lynch. Elle lui explique alors son but : utiliser les souvenirs d'Aguilar pour localiser la Pomme d’Éden, car elle peut aider les Templiers à éradiquer la violence en leur fournissant des indications sur les origines génétiques de la délinquance et de la criminalité.
Alors que la plupart des Assassins emprisonnés au sein d'Abstergo pensent qu'il va mener les Templiers à la Pomme d’Éden, Lynch est placé de force dans l'Animus pour une deuxième régression. Il se retrouve au moment où Aguilar, Maria et leur Mentor sont sur le point d'être exécutés pour s'être opposés à l'Inquisition. Le Mentor est brûlé vif, mais Aguilar et Maria parviennent à se libérer et, après une longue course-poursuite, échappent aux troupes d'Ojeda en effectuant un « Saut de la Foi », un saut dans le vide du haut d'une tour. Ne supportant pas ce dernier souvenir, Lynch se désynchronise, convulse, et la régression est brutalement interrompue.
Sophia et Alan Rikkin décident de donner des gages de confiance à Lynch afin qu'il les aide de son plein gré à retrouver la Pomme d’Éden, ce qui améliorerait la qualité des régressions. Alan lui révèle notamment que son père est également détenu par Abstergo à Madrid, et lui offre une lame d'Assassin pour se venger de la mort de sa mère. Lynch se confronte à son père, qui lui avoue avoir tué sa mère pour qu'elle ne soit pas capturée et exploitée par Abstergo comme l'est Lynch. Il lui demande aussi de ne pas retourner dans l'Animus, car la Pomme d’Éden permettrait aux Templiers de supprimer le libre-arbitre et donc de dominer l'humanité. Mais Lynch refuse, souhaitant détruire les Assassins à l'origine selon lui de la mort de sa mère. Il renonce toutefois à tuer lui-même son père.
Lynch demande à être reconduit dans l'Animus. La régression le ramène à Grenade, où Aguilar de Nerha et Maria cherchent à rencontrer le sultan pour récupérer la Pomme d’Éden, afin d'éviter qu'elle ne tombe entre les mains des Templiers, alors qu'il s'apprête à l'échanger contre la vie de son fils. Au moment où Tomas de Torquemada, meneur de l'Inquisition, vient d'obtenir la Pomme, Aguilar et Maria font irruption. Un violent combat éclate, au cours duquel Ojeda prend Maria en otage tandis qu'Aguilar se saisit de Torquemada. Ojeda exige d'Aguilar qu'il laisse partir Torquemada avec la Pomme d'Éden, faute de quoi il tuera son otage. Aguilar est sur le point d'obéir mais Maria, fidèle au Credo des Assassins, choisit de se sacrifier pour sauvegarder la Pomme. Enragé, Aguilar engage un duel acharné avec Ojeda qu'il finit par tuer avant de fuir avec la Pomme d’Éden.
Aguilar est pris en chasse par un grand nombre de soldats espagnols, menés par Torquemada. Toutefois, il parvient à s'échapper en effectuant un autre Saut de la Foi, auquel Lynch résiste, à l'inverse de l'Animus qui dysfonctionne. Cependant, la régression continue et Sophia apprend alors ce qu'Aguilar a fait de la Pomme d'Eden : il l'a confiée à Christophe Colomb, qui a été enterré avec elle à l'intérieur de la cathédrale de Séville. Néanmoins, une autre vision se manifeste alors dans la salle de l'Animus, mais qui n'est pas un souvenir. Il s'agit d'une évocation de plusieurs ancêtres Assassins de Lynch (dont Aguilar et Arno Dorian, le protagoniste d'Assassin's Creed : Unity), y compris sa propre mère. En parallèle, une révolte éclate au sein de la Fondation Abstergo. Les Assassins prisonniers réussissent à tenir tête aux gardes d'Abstergo et trois d'entre eux parviennent à la salle de l'Animus, alors que Lynch interagit avec la vision de sa mère. Celle-ci lui rappelle le Credo des Assassins et de son père, qui vient d'être tué dans la révolte. Lynch embrasse alors pleinement son héritage d'Assassin et décide de rejoindre la révolte de ses congénères. Après un âpre combat, il parvient à s'enfuir avec deux d'entre eux.
Lynch se rend à Londres, où Alan et Sophia Rikkin s'apprêtent à présenter aux Aînés, lors d'une cérémonie des Templiers, la Pomme d’Éden qu'ils ont récupérée. Lynch parvient à s'infiltrer dans les couloirs et retrouve Sophia. Cette dernière comprend qu'il est venu pour tuer Alan et récupérer la Pomme d’Éden. Ayant éprouvé une grande désillusion en apprenant que son père n'a pas pour but d'éradiquer la violence pour le bien de l'humanité, qu'il veut en fait asservir, Sophia ne cherche pas à arrêter Lynch. Et celui-ci supprime Alan Rikkin en pleine cérémonie, horrifiant les invités. Sophia, dévastée, jure de se venger tandis que Lynch retrouve les deux autres Assassins avec qui il s'est enfui et contemple Londres, avec la Pomme d’Éden en sa possession.

## Fiche technique
Sauf indication contraire, les informations mentionnées dans cette section peuvent être confirmées par la base de données cinématographiques IMDb,  présente dans la section « Liens externes ».
- Titre : Assassin's Creed
- Réalisateur : Justin Kurzel[6]
- Scénario : Bill Collage[7], Adam Cooper[7] et Michael Lesslie,
  - d'après la série de jeux vidéo d'Ubisoft créée par Corey May, Jade Raymond et Patrice Désilets
- Musique : Jed Kurzel
- Directeur artistique : Tim Browning, Oliver Carroll, David Doran, Johann Scerri, Tom Weaving, Matt Wynne, Oliver Hodge et Marc Homes
- Décors : Andy Nicholson
- Costumes : Sammy Sheldon
- Photographie : Adam Arkapaw
- Son : Gilbert Lake, Steve Single, Markus Stemler
- Montage : Christopher Tellefsen
- Production : Jean-Julien Baronnet, Michael Fassbender, Frank Marshall, Arnon Milchan, Patrick Crowley, Gerard Guillemot et Conor McCaughan

Production déléguée : Serge Hascoët, Markus Barmettler, Christine Burgess-Quémard, Jean de Rivieres et Philip Lee
Production associée : Daniel Emmerson, Alex Taylor et Richard Whelan
- Sociétés de production[8] :
  - États-Unis : New Regency Productions, The Kennedy/Marshall Company, en association avec RatPac Entertainment
  - France : Ubisoft Film & Television, avec la participation de Ubisoft
  - Royaume-Uni : DMC Film
  - Luxembourg : Monarchy Enterprises S.a.r.l.
  - Taïwan : CatchPlay
  - Espagne : Event Film Cars
  - Malte : Latina Pictures
  - Hong Kong : Bona Film Group (non crédité), en association avec Jing Yi Multimedia
  - Singapour : en association avec Alpha Pictures
  - Canada : avec la participation du Crédit d'impôt pour services de production de la province de la Colombie-Britannique
- Société de distribution :
  - États-Unis : Twentieth Century Fox
  - France : Twentieth Century Fox France
  - Royaume-Uni, Canada, Belgique : 20th Century Fox
  - Hong Kong : Bravos Pictures
  - Taïwan : CatchPlay
  - Espagne : Hispano Foxfilms S.A.E.
- Budget : 125 millions de $[9]
- Pays d'origine :  États-Unis,  France,  Royaume-Uni,  Hong Kong,  Taïwan,  Malte,  Espagne,  Canada
- Langues originales : anglais, espagnol, arabe
- Format[10] : couleur (Technicolor) - D-Cinema - 2,35:1 (Cinémascope)
  - son Dolby Digital | IMAX 12-Track | Dolby Surround 7.1 | Dolby Atmos | DTS (DTS: X)
- Genres : action, aventures, science-fiction
- Durée : 115 minutes
- Dates de sortie[11] :
  - États-Unis, Canada : 21 décembre 2016
  - France, Belgique, Suisse romande : 21 décembre 2016[12]
  - Hong Kong, Espagne : 22 décembre 2016
  - Taïwan : 28 décembre 2016
  - Royaume-Uni, Malte : 1er janvier 2017
- Classification[13] :
  -  États-Unis : Accord parental recommandé, film déconseillé aux moins de 13 ans (certificat #50459) (PG-13 - Parents Strongly Cautioned)[Note 1].
  -  Canada (Colombie-Britannique) : Certaines scènes peuvent heurter les enfants - Accord parental souhaitable (PG - Parental Guidance).
  -  Québec : Tous publics (G - General Rating).
  -  France : Interdit aux moins de 12 ans (visa d'exploitation no 145479 délivré le 19 décembre 2016)[14],[Note 2].
  -  Espagne : Déconseillé aux enfants de moins de 12 ans[15].
  -  Royaume-Uni : Les enfants de moins de 12 ans doivent être accompagnés d'un adulte (12A - Suitable for 12 years and over).
  -  Hong Kong : Ne convient pas aux jeunes et aux enfants (IIB - Catégorie Deux-B)[Note 3].
  -  Taïwan : Interdit aux moins de 15 ans (15+ - Parental Guidance 15 - Viewing is not permitted for those under 15).
  -  Malte : n/a

## Distribution
- Michael Fassbender (VF : Jean-Pierre Michaël ; VQ : Patrice Dubois) : Callum « Cal » Lynch / Aguilar de Nerha
- Marion Cotillard (VF et VQ [DVD et Blu-ray] : elle-même ; VQ [cinéma] : Catherine Proulx-Lemay) : Dr Sophia Rikkin, responsable du projet Animus.
- Jeremy Irons (VF : Bernard Tiphaine ; VQ : Jean-Luc Montminy) : Alan Rikkin, templier et scientifique. Père de Sophia.
- Brendan Gleeson (VF : Patrick Béthune ; VQ : Sylvain Hétu) : Joseph Lynch, assassin et père de Callum.
- Charlotte Rampling (VF : Victoire Soibinet-Delapp) : Ellen Kaye, dirigeante de l'ordre des templiers de Londres.
- Michael K. Williams (VF : Jean-Paul Pitolin ; VQ : Fayolle Jean Jr.) : Moussa, assassin captif d'Abstergo et descendant de Baptiste.
- Callum Turner (VQ : Alexis Lefebvre) : Nathan, assassin captif d'Abstergo et descendant de Duncan Walpole.
- Michelle H. Lin : Lin, assassin captive d'Abstergo et descendante de Shao Jun.
- Denis Ménochet (VF : Gilles Morvan) : McGowen, le chef de la sécurité d'Abstergo
- Ariane Labed : Maria, assassin combattant auprès d'Aguilar.
- Khalid Abdalla : Sultan Muhammad XII
- Essie Davis : Mary Lynch, assassin et mère de Callum.
- Matias Varela : Emir, assassin captif d'Abstergo et descendant de Yusuf Tazim.
- Carlos Bardem (en) : Benedicto, mentor de la confrérie des assassins d'Espagne.
- Javier Gutiérrez : Tomas de Torquemada, le chef de l'ordre des templiers d'Espagne.
- Hovik Keuchkerian : Ojeda, le templier noir et bras armé de Torquemada.
- Brian Gleeson (VF : François Raison) : Joseph Lynch, jeune
- Aaron Monaghan (VF : Hervé Caffin) : Gilles Berman
- James Sobol Kelly (VF : Yann Guillemot) : père Raymond
- Octavia-Selena Alexandru (VF : Stéphanie Hédin) : Lara, assassin captive d'Abstergo. (non créditée)

 Source et légende : version française (VF) sur RS Doublage ; version québécoise (VQ) sur Doublage.qc.ca

Distribution principale du film
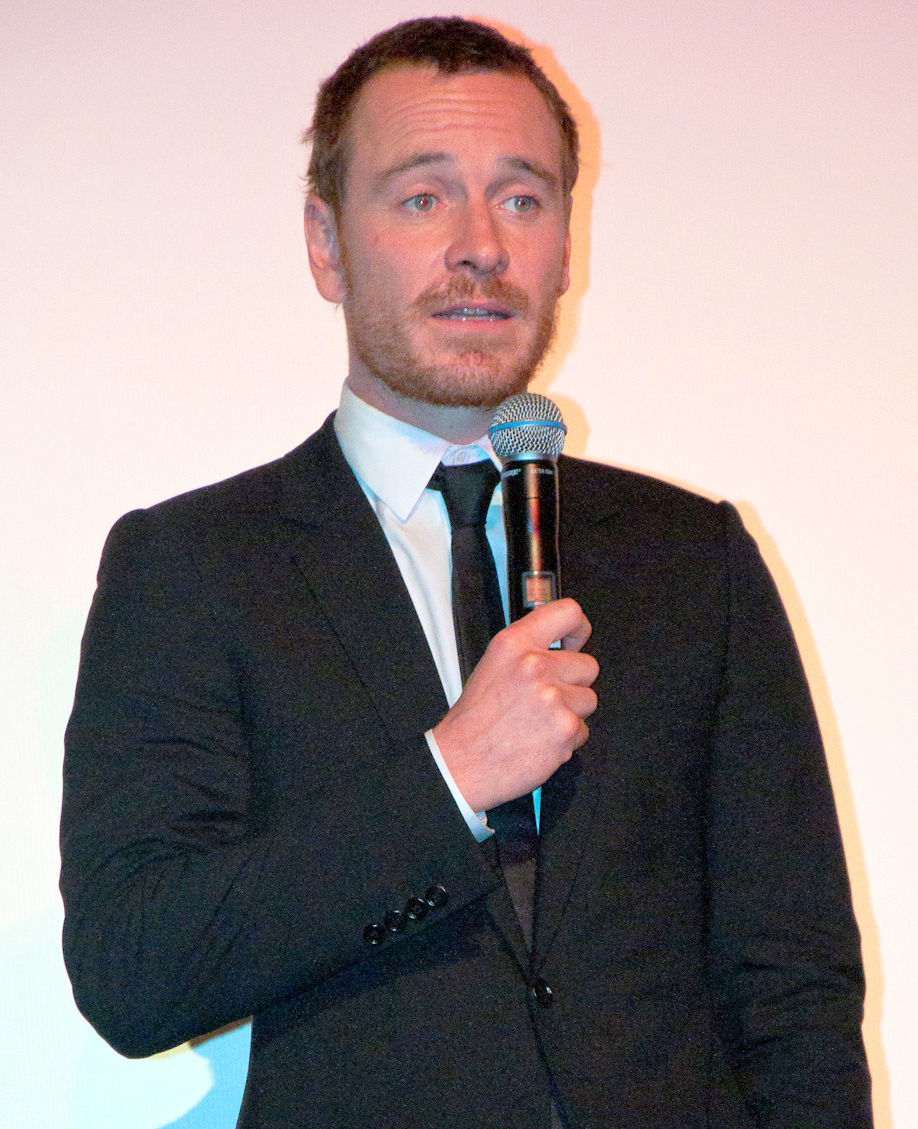
Michael Fassbender
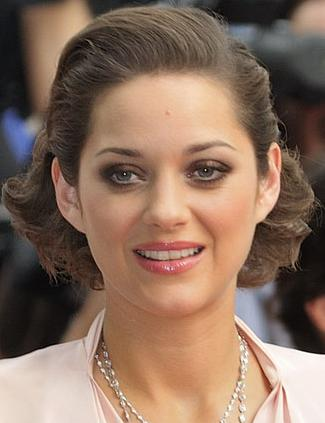
Marion Cotillard
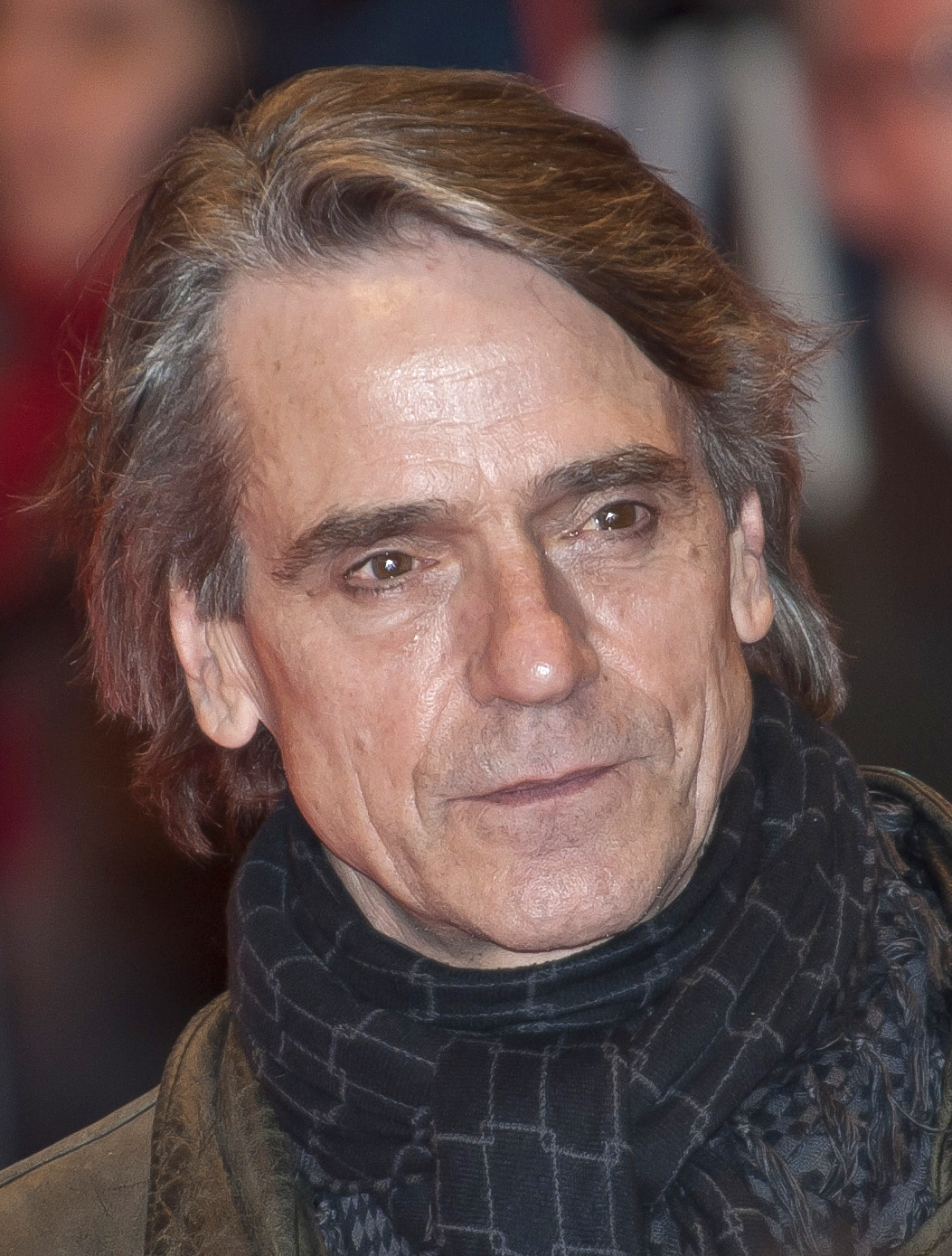
Jeremy Irons
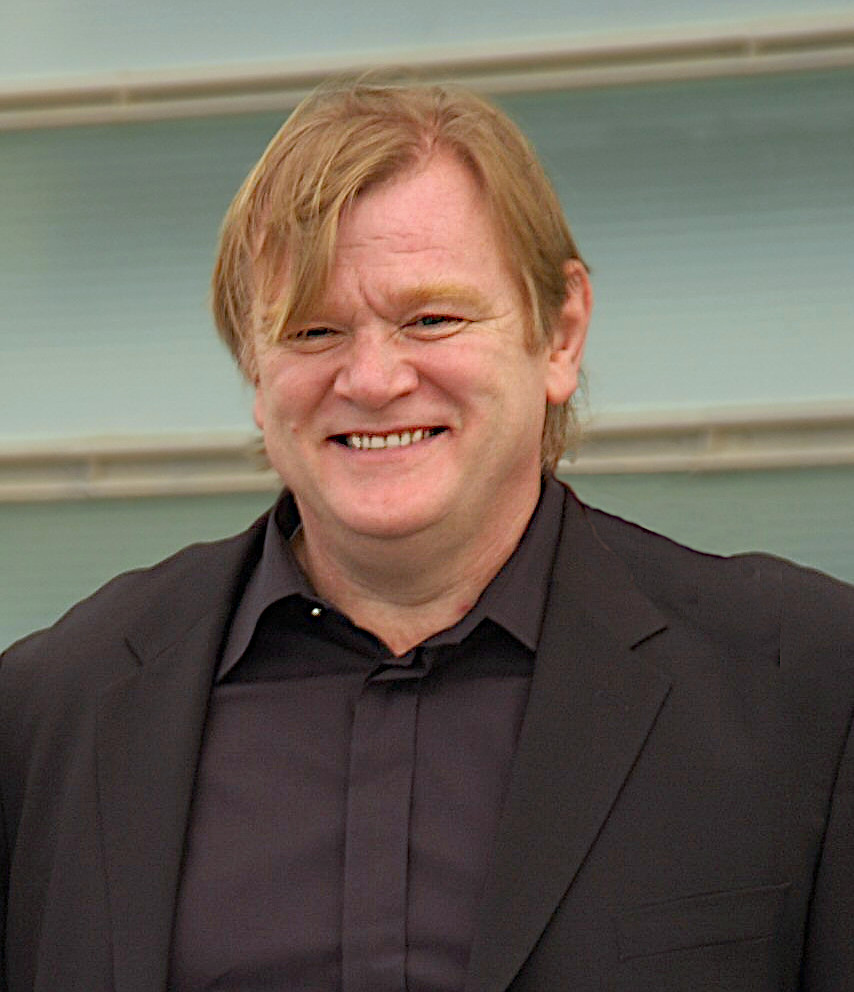
Brendan Gleeson
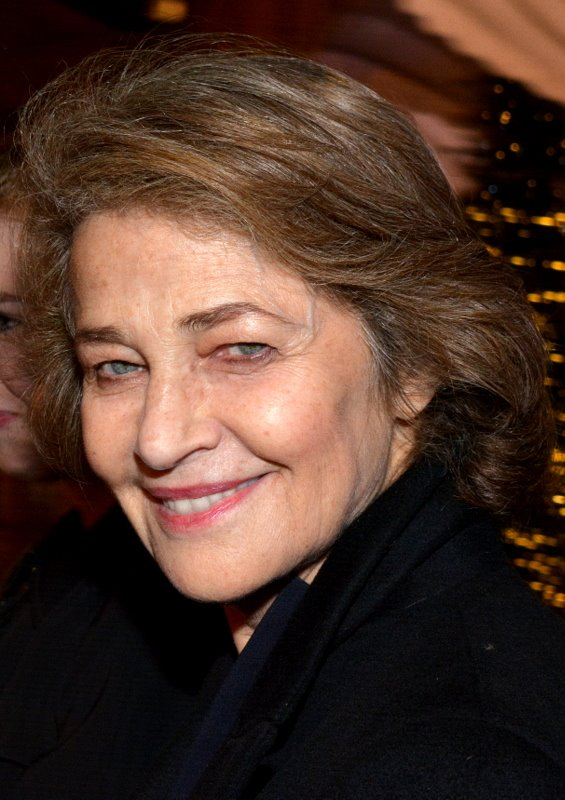
Charlotte Rampling
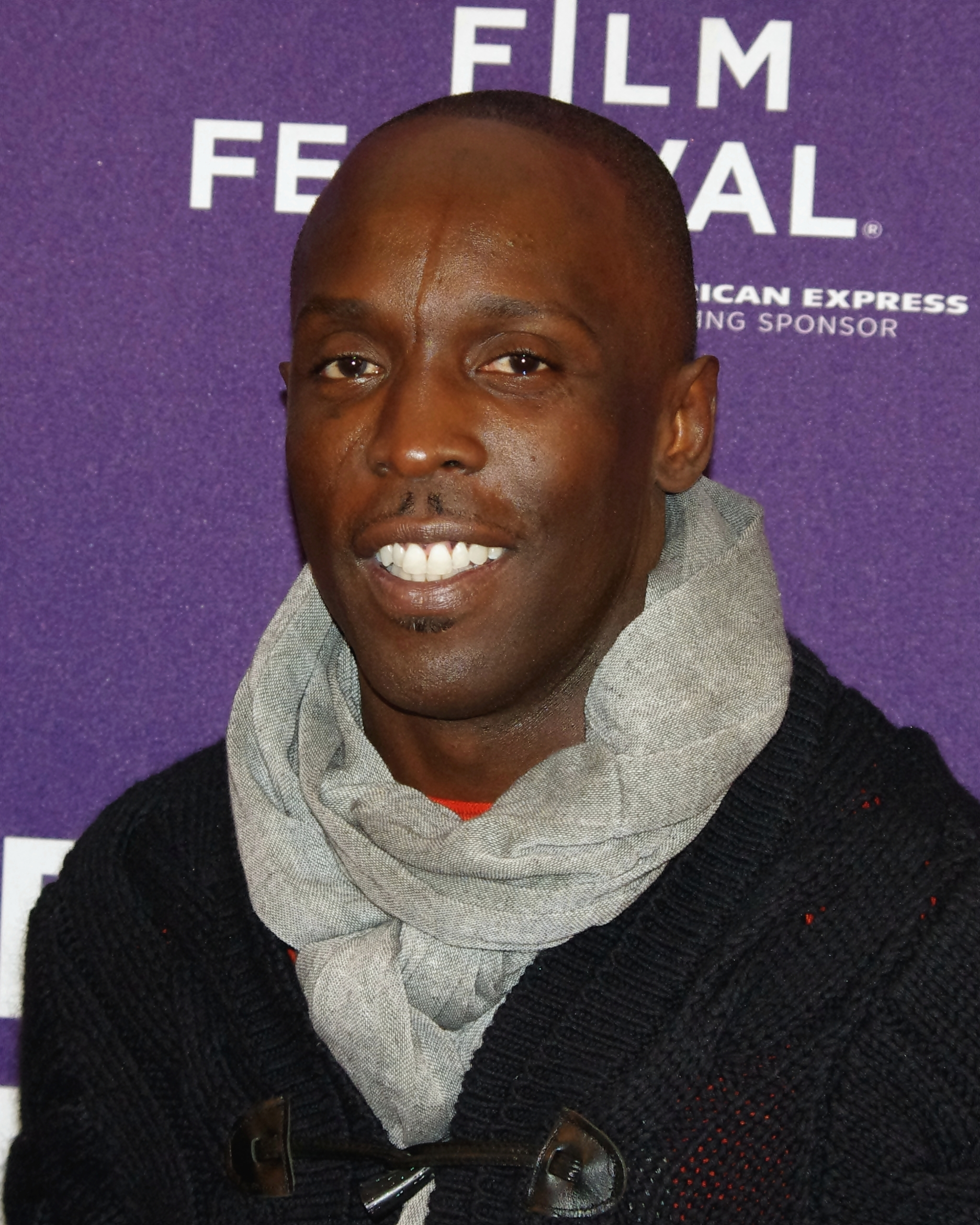
Michael K. Williams
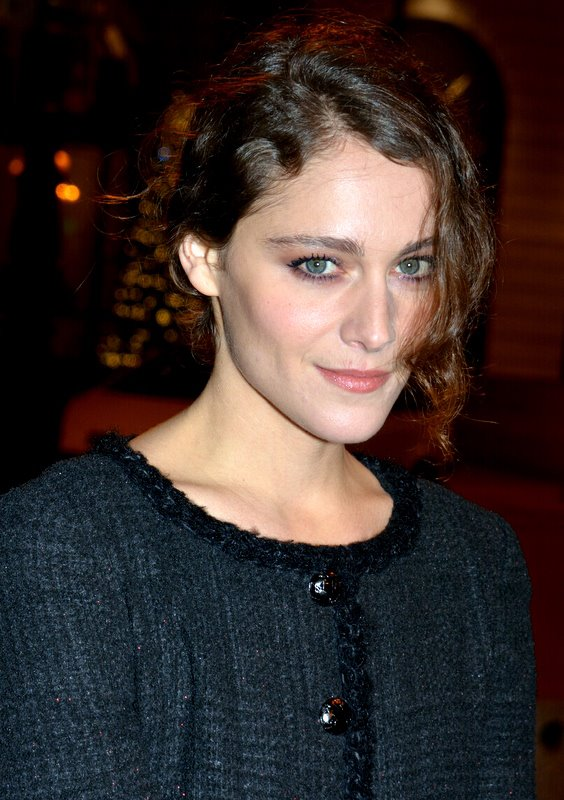
Ariane Labed
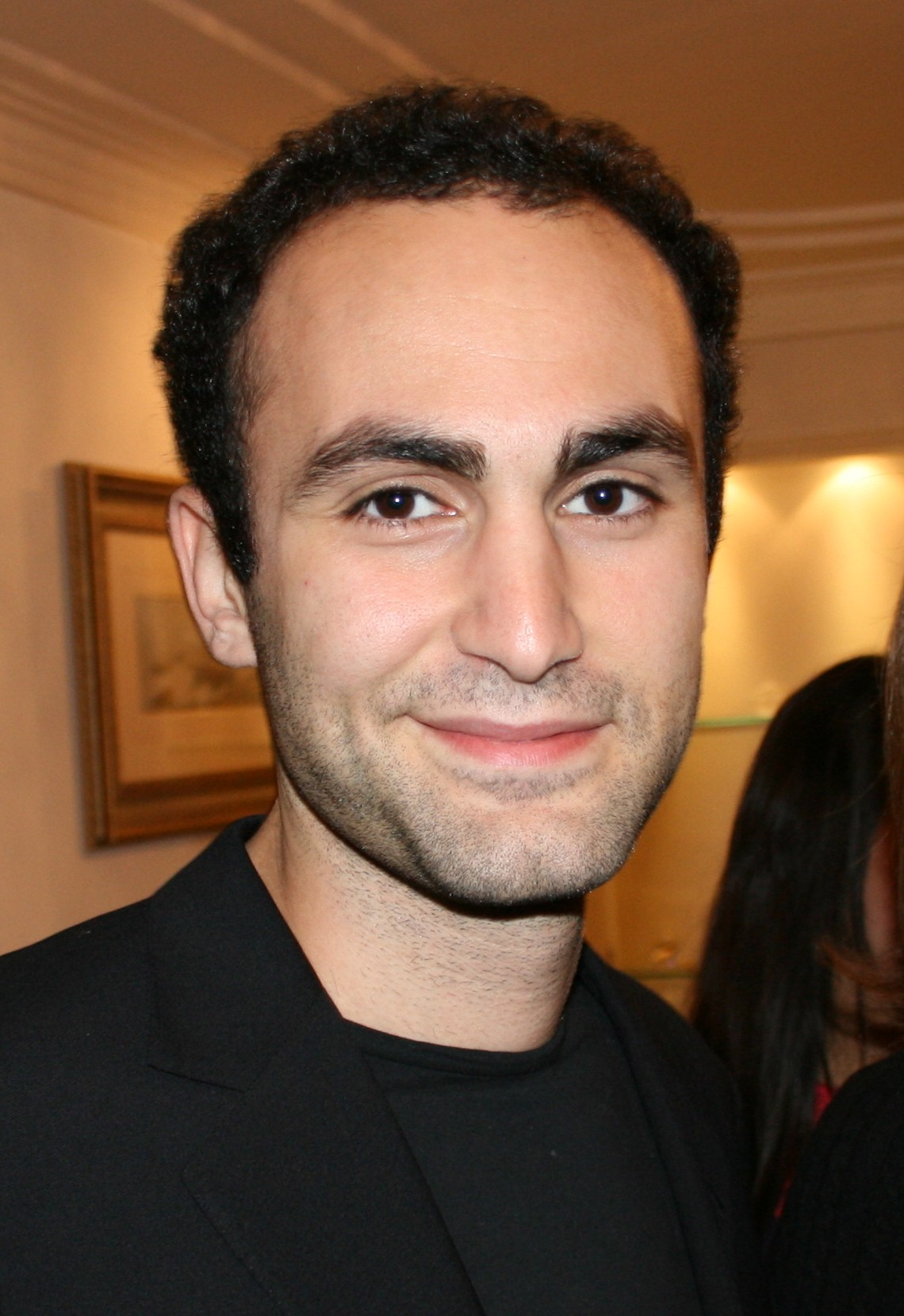
Khalid Abdalla

## Production

### Préproduction
Ubisoft Motion Pictures considère  Michael Fassbender comme le meilleur acteur de sa génération. Les studios avaient besoin d'un acteur extraordinaire capable de jouer deux rôles : un héros du passé et un héros du présent. C'est la première raison qui a déterminé leur choix.
En octobre 2011, des négociations entre Ubisoft Motions Pictures et Sony Pictures sont en cours pour permettre une adaptation au cinéma d'un film inspiré de la licence Assassin's Creed. L'acteur irlandais Michael Fassbender (Prometheus, la saga X-Men, Macbeth) est pressenti depuis le début pour interpréter un personnage principal du film et en l'occurrence, un Assassin. C'est le seul acteur à avoir été approché pour ce rôle en raison de la considération que lui porte Ubisoft Motion Pictures. L'acteur est officiellement annoncé en juillet 2012 pour sa participation dans le film. Il rejoint par ailleurs les producteurs du film par l'intermédiaire de sa société DMC Film (fondée avec Conor McCaughan).
Cependant, en juillet 2012, les négociations entre Sony Pictures et Ubisoft Motion Pictures n'aboutissant pas, la production se tourne finalement vers d'autres compagnies, comme Regency Enterprises en tant que société de coproduction. Ce faisant, Ubisoft garde le contrôle créatif sur son film. La nouvelle société de coproduction est officiellement annoncée en octobre 2012 en même temps que Twentieth Century Fox en tant que distributeur dans la plupart des pays.
Début 2013, l'écriture du scénario est confiée à Michael Lesslie, connu pour son travail sur le film Macbeth. En juin de la même année, le producteur Frank Marshall (Jurassic World, Jason Bourne, etc.) est en négociation avec Ubisoft Motion Pictures pour rejoindre les producteurs du film. Le mois suivant, le réalisateur Scott Frank procède à des réécritures du scénario.
En janvier 2014, le profil LinkedIn de la productrice Fannie Cailloux, qui n'est pourtant pas impliquée dans le film, annonce un début de tournage pour le mois d'août 2014. Trois mois plus tard, une nouvelle réécriture du scénario du film est nécessaire. Les scénaristes Bill Collage et Adam Cooper, connus pour le film Exodus en sont chargés. À la même période, le réalisateur Daniel Espinosa, originellement annoncé est finalement remplacé par Justin Kurzel,, recommandé par Michael Fassbender. En janvier 2015, l'actrice française Marion Cotillard rejoint la distribution. Justin Kurzel, Michael Fassbender et Marion Cotillard ont tous les trois déjà été réunis sur le film Macbeth, réalisé par le premier. L'actrice Alicia Vikander devait initialement intégrer la distribution mais, préférant s'impliquer dans Jason Bourne, elle fut remplacée par Ariane Labed,.

### Tournage
Le tournage du film commence le 21 août 2015 sur l'île de Malte. Durant quatre semaines, l'équipe du film y est restée pour tourner les scènes se déroulant en Espagne dans le film. De septembre à novembre 2015, le tournage a eu lieu dans les studios britanniques de Pinewood (célèbre pour avoir tourné la série de James Bond, par exemple). Là-bas, ce sont les scènes prenant place dans l'Animus qui ont été tournées. Enfin, deux semaines de tournage ont été nécessaires en Espagne afin de filmer la scène introductive du film. C'est finalement début 2016, juste avant l'arrivée de l'équipe du film de l'épisode VIII de Star Wars que le tournage s'achève.
Durant le tournage, le réalisateur Justin Kurzel a tenu à ce que les scènes de combats, d'escalades et les cascades soient réalisées sans image de synthèse. Le Saut de la Foi qui apparaît dans le film a ainsi été réalisé à trois reprises. La prise finale s'est effectuée à 38 mètres de hauteur et la vitesse de la chute du cascadeur Damien Walters était de 98 km/h. Quasiment tout a été tourné dans de vrais lieux, afin de donner un rendu réaliste. Le producteur Patrick Crowley déclare à propos du film « qu'il s'agit probablement  d'un des plus gros tournages en extérieur jamais mis en place ». Le réalisateur du film souhaite donner un sentiment de réalité aux spectateurs, afin de donner à voir quelque chose qui puisse vraiment se passer dans la vie.
L'implication de Michael Fassbender dans le film est souvent louée par des critiques. L'acteur a en effet essayé d'adopter une conduite fidèle aux jeux vidéo tout en y apportant ses contributions,. Il est décrit sur le tournage comme un Assassin très crédible. Son rôle lui impose de jouer deux personnages différents, pour cela, il a dû fournir un travail minutieux pour donner une personnalité à chacun de ses personnages.
En ce qui concerne les costumes, ils ont tous été cousus à la main. Selon la directrice de l'équipe responsable des costumes, c'est le plus gros projet auquel son équipe et elle ont dû participer. Ce n'est pas moins de 900 personnes qui ont été habillées à la mode espagnole du XVe siècle. Les costumes ont dû être adaptés aux différents mouvements effectués par les cascadeurs et par les acteurs, afin de permettre une mobilité lors des scènes de parkour et pour faire face à la poussière et à la saleté traînant dans les lieux de tournage.

L'équipement ayant servi à filmer a été fourni par Panavision et par Love High Speed. Le film dispose de scènes en prise de vue aérienne, elles ont été réalisées grâce aux équipements de Flying Pictures et Aerial Camera Systems. Ces sociétés sont connues pour avoir fourni de l'équipement permettant le tournage de nombreux films ayant connu le succès au box-office (Star Wars : Le Réveil de la Force, 007 Spectre, Avengers : l'Ère d'Ultron...).

Lieux de tournage du film Assassin's Creed
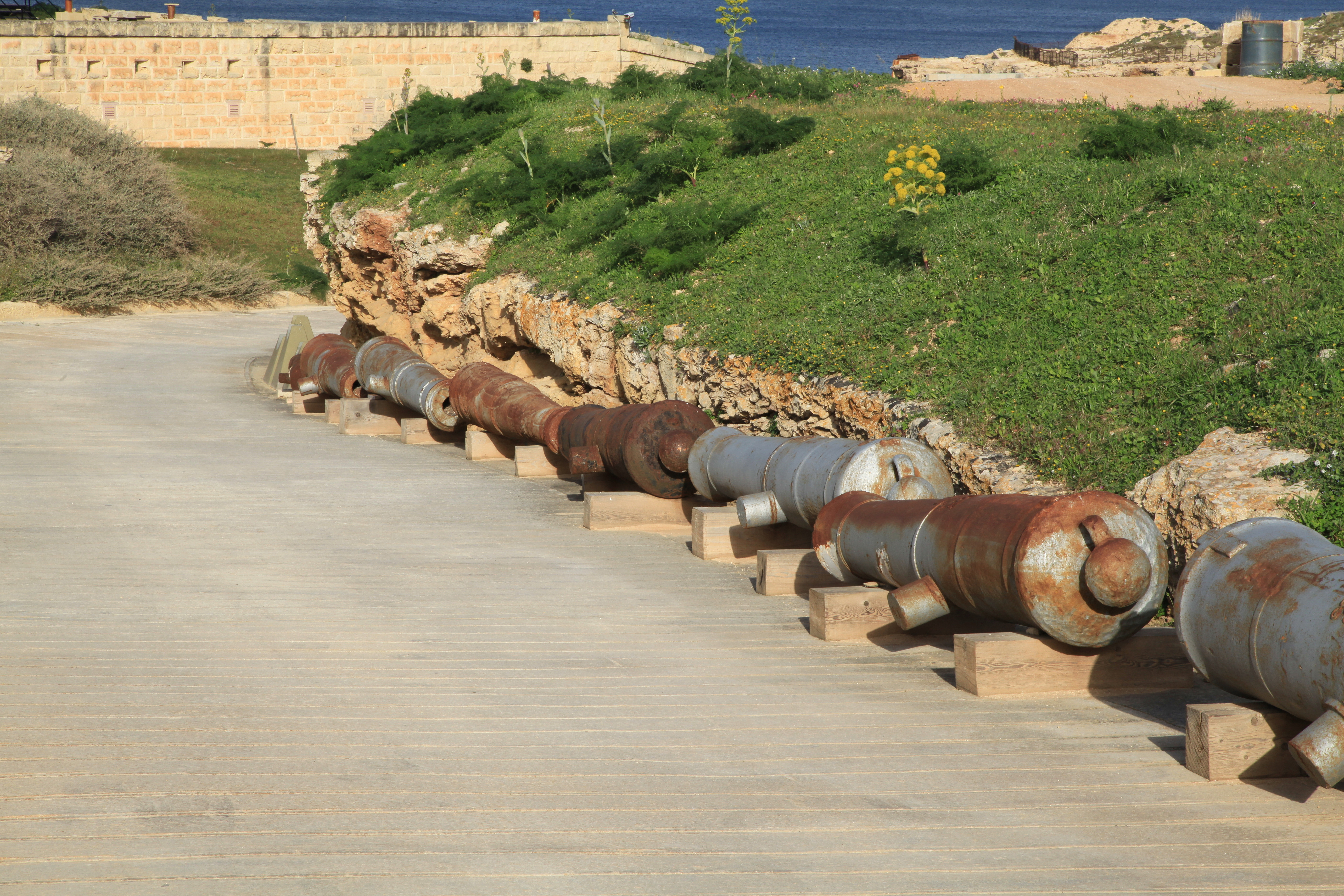
Fort Rinella (Malte)
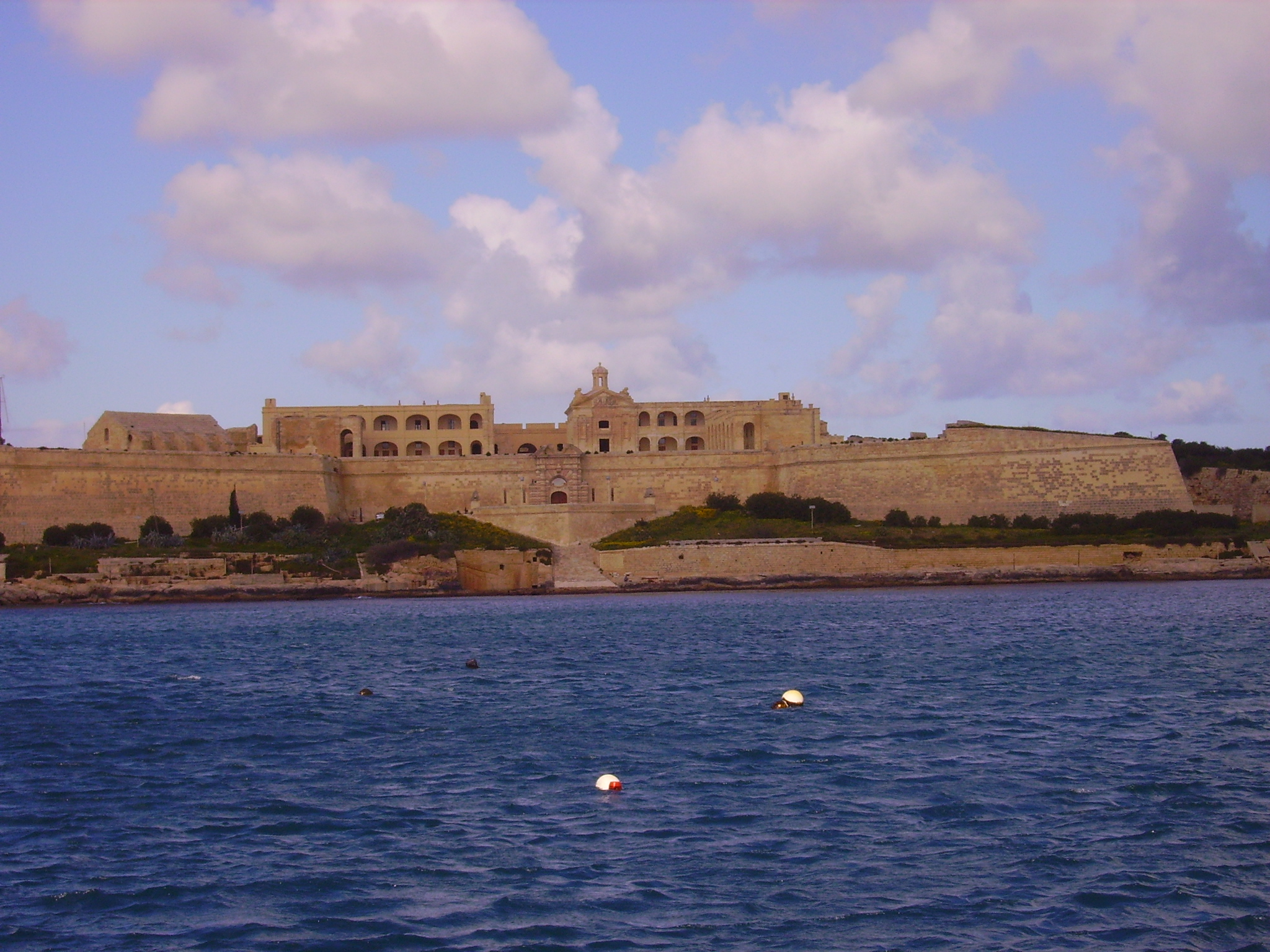
Île Manoel (Malte)
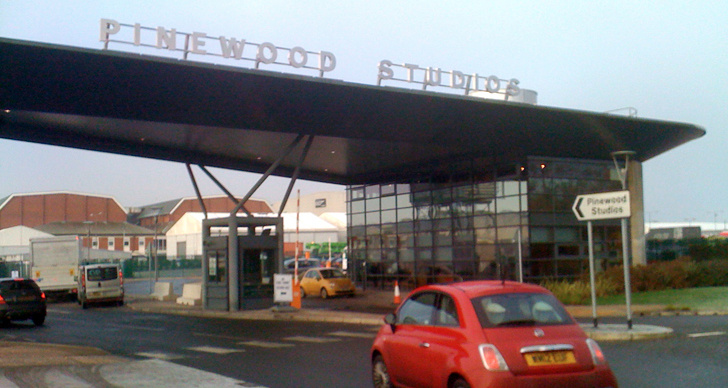
Pinewood Studios (Royaume-Uni)
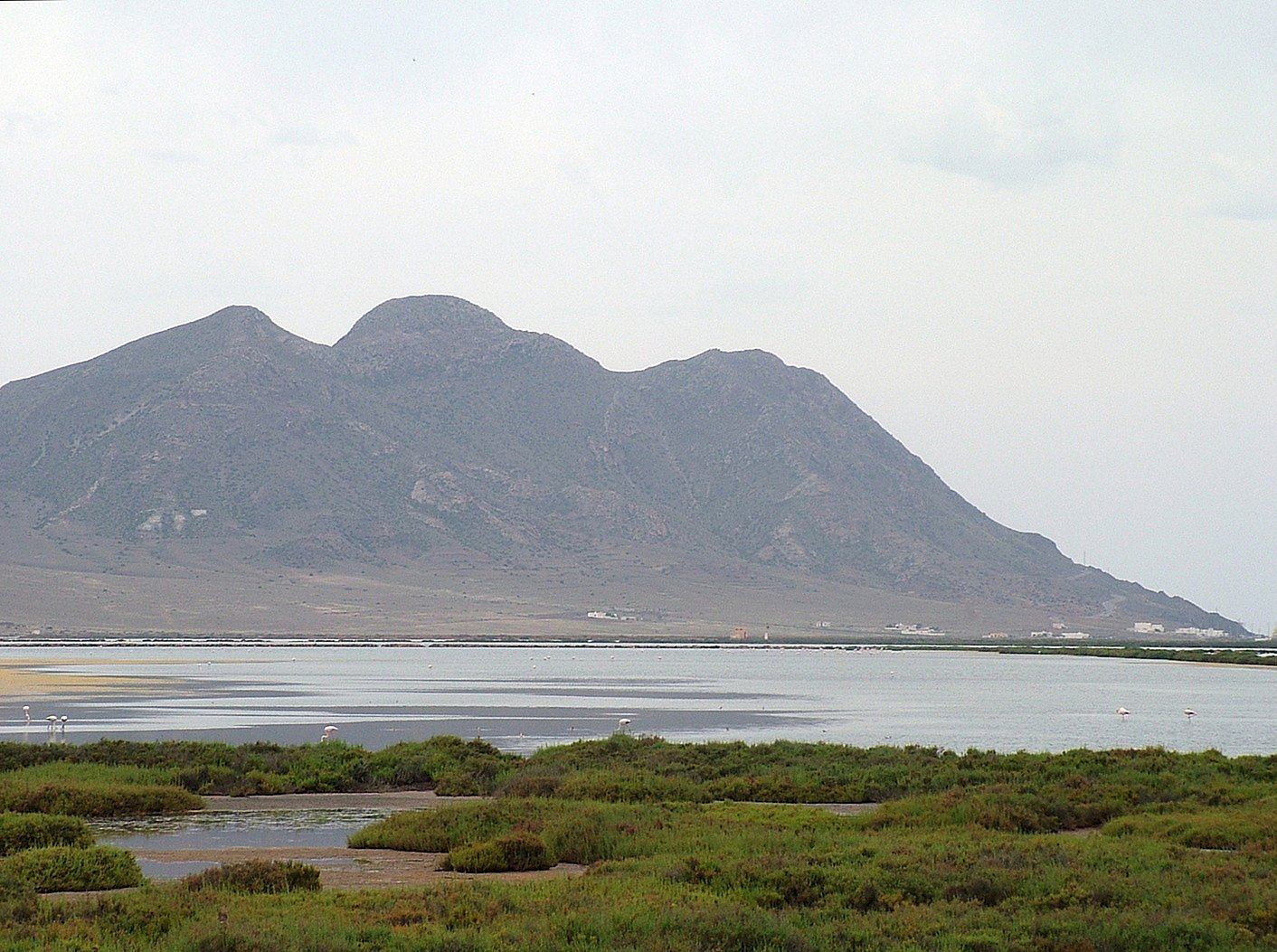
Cabo de Gata (Espagne)
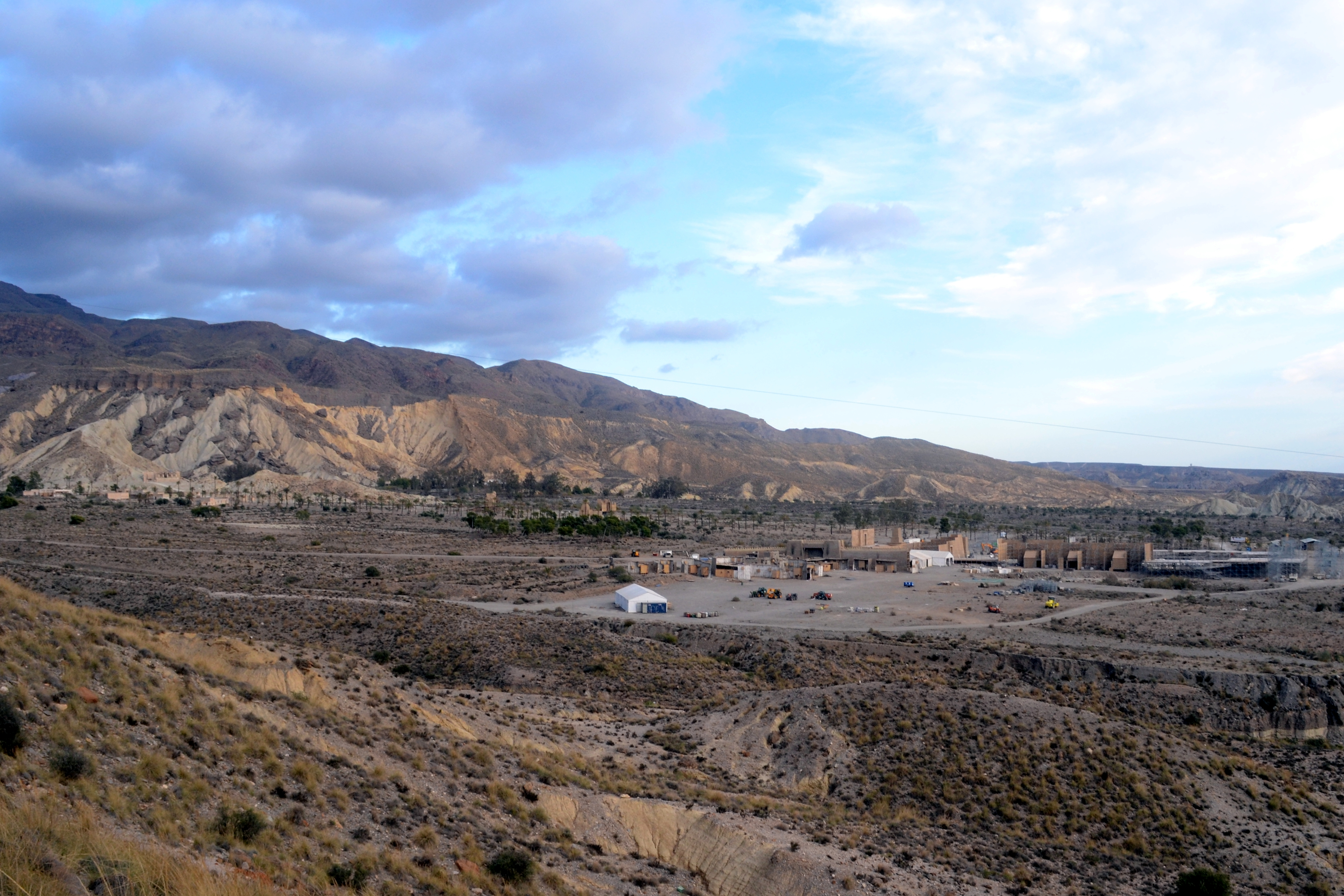
El Chorrillo de Pechina (Espagne)
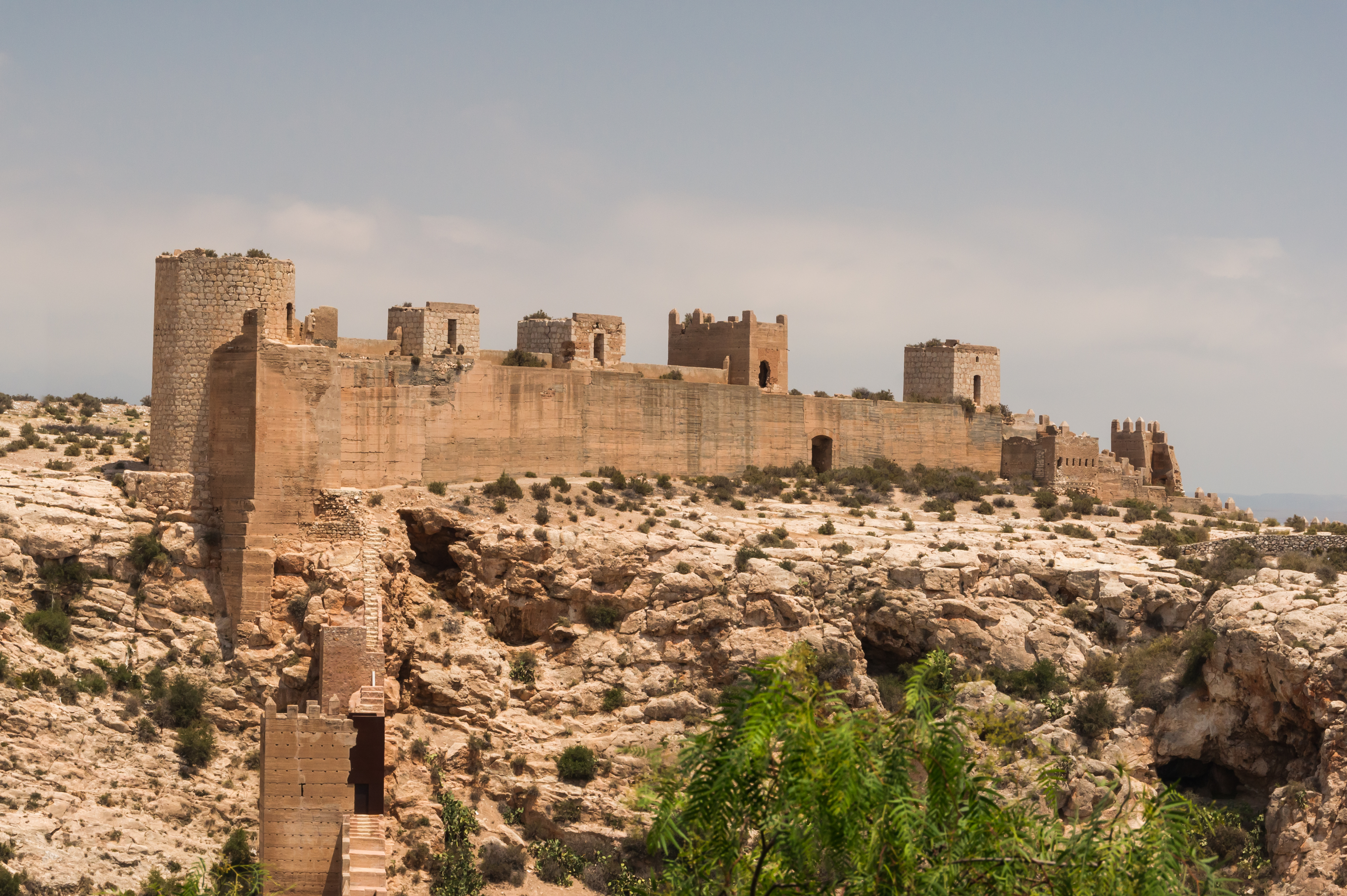
Almeria (Espagne)

### Post-production
La fin du tournage du film le 15 janvier 2016 annonce que ce dernier entre en phase de post-production. Les effets visuels sont assurés par les sociétés One Of Us, Hybride Technologies, Cinesite et Double Negative, qui avaient déjà travaillé sur de nombreux films à succès (The Revenant, Star Wars : Le Réveil de la Force, Captain America : Civil War, Interstellar...). Plus de 150 personnes ont travaillé sur les effets visuels et spéciaux du film.

### Musique
La musique a été composée par Jed Kurzel. La bande sonore contient 23 morceaux.
Toute la musique est composée par Jed Kurzel.
| No  | Titre                                              | Durée |
| --- | -------------------------------------------------- | ----- |
| 1.  | Initiation / Intro Running                         |       |
| 2.  | Execution Onwards                                  |       |
| 3.  | Abstergo Rooftop                                   |       |
| 4.  | The Animus Room                                    |       |
| 5.  | 1st Regression – To Mountain Village / Wagon Chase |       |
| 6.  | Cal Recuperates                                    |       |
| 7.  | Sofia + Rikkin                                     |       |
| 8.  | Bleeding Effect                                    |       |
| 9.  | Sofia's Lab                                        |       |
| 10. | 2nd Regression – Rooftop Chase                     |       |
| 11. | Tunnel Chase                                       |       |
| 12. | Joseph And Cal                                     |       |
| 13. | Cal Is Attacked                                    |       |
| 14. | Patio Underground                                  |       |
| 15. | Underground Fight                                  |       |
| 16. | Columbus Suite – To The Port                       |       |
| 17. | Ancestors                                          |       |
| 18. | Assassins' Mutiny                                  |       |
| 19. | Abstergo Breakout – Leap Of Faith                  |       |
| 20. | Seville To London                                  |       |
| 21. | Assassination                                      |       |
| 22. | Take Me To The Animus Theme End Credits            |       |
| 23. | He Says He Needs Me                                |       |

## Accueil

### Accueil critique
Assassin's Creed reçoit des critiques globalement négatives pour les critiques professionnels. Sur le site agrégateur Internet Rotten Tomatoes, consulté fin 2016, le film présente un taux d'approbation de 18 %, basé sur 216 critiques parues dans la presse papier ou en ligne, avec une évaluation moyenne de 4,1/10. Le consensus de la critique pour le site est que « Assassin's Creed est sans doute mieux fait (et certainement doté d'une meilleure distribution) que la plupart des adaptations de jeux vidéo ; malheureusement, le résultat final, saturé d'images de synthèse, reste laborieux, froid et sur-scénarisé ». Sur Metacritic, également consulté fin 2016, le film a un score de 36 sur 100, basé sur 38 critiques, indiquant des « critiques généralement défavorables ».

#### Aux États-Unis
David Ehrlich d'IndieWiren donne la note B- au film, tout en déclarant « prétendre qu'il s'agit du meilleur film de jeu vidéo jamais réalisé est une sorte de compliment à double tranchant qui sonne comme une hyperbole, mais c'est une description correcte dans tous les cas ».

#### En France
En France, parmi les médias les plus convaincus par le film, Le Parisien trouve l'adaptation plutôt réussie : « Malgré une sur-utilisation de l'image de synthèse — ça devient malheureusement une habitude à Hollywood —, cette superproduction est originale, intelligente, différente. On attend la suite avec impatience. ».
Plus en demi-teinte, Télérama estime que la performance de l'acteur principal, Michael Fassbender, représente la principale qualité du film, et apprécie la mise en scène et les effets spéciaux qui parviennent à faire passer un scénario « un peu « ado », à l'image même du jeu ». Le Journal de Saône-et-Loire estime que « Kurzel met en scène, avec style, des héros désincarnés, dépourvus de toute empathie, à la psychologie inexistante ».
Dans Le Monde, Thomas Sotinel fait partie des plus sévères. Il voit dans le film « un empilement d'âneries abrutissant » auquel il reproche principalement « le sérieux inébranlable avec lequel le spectateur est sommé de prendre des sornettes pour une vision du monde », qu'il juge « porteur d’effets secondaires (migraine, ricanements de lassitude) peu recommandables ». Il apprécie néanmoins les acteurs principaux et l'utilisation du numérique qu'il juge d'une « indéniable habileté ». Pour Les Inrockuptibles, en revanche, c'est « une catastrophe » : Théo Ribeton reproche au film de passer « à côté de tout l’intérêt qu’il y aurait eu à adapter la série puisqu’il évacue d’un revers de manche ce qui fait son identité, son dispositif de jeu, son univers, pour la déménager de force dans le registre du thriller contemporain conspirationniste à tendance politico-religieuse façon Da Vinci Code (donc lourdement ringard). », un choix scénaristique qui « relève quasiment de la tromperie sur la marchandise ».

### Box office
Malgré une critique peu élogieuse, le film parvient à séduire les spectateurs dès sa sortie. Assassin's Creed réalise un bon démarrage en France, où il rassemble 224 028 entrées le jour de sa sortie. Le journal Les Inrockuptibles prévoit que le film pourra engranger environ 2,5 millions d'entrées. Le démarrage est un peu plus poussif aux États-Unis, où le film pâtit davantage de la concurrence due à la sortie, la semaine précédant Assassin's Creed, de Rogue One, le dernier film de l'univers Star Wars.
| Pays ou région    | Box-office        | Date d'arrêt du box-office | Nombre de semaines |
| ----------------- | ----------------- | -------------------------- | ------------------ |
| États-Unis Canada | 54 647 948 $      | 9 mars 2017                | 11                 |
| France            | 1 876 898 entrées | 7 février 2017             | 7                  |
| Total mondial     | 240 942 515 $     | 2 mai 2017                 | 18                 |

Au 10 février 2017, le film avait engrangé près de 212 millions de dollars de recettes dans le monde. La sortie du film en Asie (Chine et Japon notamment) devrait permettre d'augmenter encore ce montant. Il est à noter également qu'en un week-end, le film a engrangé plus de 10 000 000 de dollars de recettes en Russie[réf. nécessaire].

## Distinctions
Entre 2015 et 2017, Assassin's Creed a été sélectionné 3 fois dans diverses catégories et a remporté 2 récompenses.

### Récompenses
- Prix de la bande-annonce d'or 2017 : Prix de la Toison d'or du Meilleur spot TV décerné à 20th Century Fox et Rogue Planet.
- Prix Yoga (Yoga Awards) 2017 : Prix spécial de l'Acteur le plus surexposé décerné à Jeremy Irons.

### Nomination
- Prix de la bande-annonce d'or 2015 : Meilleur spot télévisé pour la musique originale pour Ubisoft et Robot Repair.

## Analyse

### Histoire et fiction
Dans la chronique "Historiques" parue dans le quotidien Libération quelques semaines après la sortie du film, l'historien Serge Gruzinski, directeur de recherches émérite au CNRS, rapproche Assassin's Creed du film américano-chinois La Grande Muraille, sorti durant la même période. Il voit dans ces deux films « le même dualisme simpliste jouant sur la peur », avec la prééminence d'une vision de l'Histoire comme un complot simpliste (duel entre deux factions, entre Bien et Mal) et sur les peurs collectives (il faut vaincre une menace pour l'humanité). Il estime également que « les boites de production commercialisent et imposent leurs visions globalisées de la planète tout en écrivant insidieusement et presque à notre insu une histoire monde » en s'adressant à un public jeune, « en majorité des adolescents dépourvus des moindres repères historiques ».